# Mantador
Mantador és una població dels Estats Units a l'estat de Dakota del Nord. Segons el cens del 2000 tenia 71 habitants.

## Demografia
Segons el cens del 2000, Mantador tenia 71 habitants, 31 habitatges, i 15 famílies. La densitat de població era de 195,8 hab./km².
Dels 31 habitatges en un 38,7% hi vivien nens de menys de 18 anys, en un 48,4% hi vivien parelles casades, en un 3,2% dones solteres, i en un 48,4% no eren unitats familiars. En el 48,4% dels habitatges hi vivien persones soles el 22,6% de les quals corresponia a persones de 65 anys o més que vivien soles. El nombre mitjà de persones vivint en cada habitatge era de 2,29 i el nombre mitjà de persones que vivien en cada família era de 3,5.
Per edats la població es repartia de la següent manera: un 29,6% tenia menys de 18 anys, un 8,5% entre 18 i 24, un 28,2% entre 25 i 44, un 18,3% de 45 a 60 i un 15,5% 65 anys o més.
L'edat mediana era de 36 anys. Per cada 100 dones de 18 o més anys hi havia 92,3 homes.
La renda mediana per habitatge era de 26.875 $ i la renda mediana per família de 41.875 $. Els homes tenien una renda mediana de 37.500 $ mentre que les dones 0 $. La renda per capita de la població era de 14.849 $. Cap de les famílies i el 2,9% de la població estaven per davall del llindar de pobresa.

## Poblacions més properes
El següent diagrama mostra les poblacions més properes.